# Cytaea dispalans
Cytaea dispalans là một loài nhện trong họ Salticidae.
Loài này thuộc chi Cytaea. Cytaea dispalans được Tord Tamerlan Teodor Thorell miêu tả năm 1892.